# Mikroorganismus

Escherichia coli pod skenovacím elektronovým mikroskopem

Mikroorganismus (mikrob) je jen mikroskopicky (popř. pouze elektronmikroskopicky) pozorovatelný organismus.
Mezi mikroorganismy se řadí převážně prokaryota (bakterie, archebakterie), patří k nim také např. plísně, kvasinky, prvoci, některé řasy a živočichové. Díky rozmanitosti metabolických drah, rychlosti rozmnožování a schopnosti dlouho přežívat nepříznivé podmínky se mikroorganismy vyskytují téměř všude. Mikroorganismy často tvoří kolonie, shluky, případně symbiotická společenstva s jinými organismy.
Některé druhy jsou původci lidských onemocnění. Zvláště nebezpečné jsou patogenní mikroorganismy ve formě mikrobiálních biofilmů.[zdroj?]

## Požadavky na kyslík
Dle požadavků na molekulární kyslík se mikroorganismy dělí do několika skupin:
- obligatorně (či obligátně) aerobní – jsou aktivní pouze v prostředí s dostatečnou koncentrací kyslíku;
- fakultativně aerobní – nejsou na koncentraci kyslíku přímo životně vázány;
- mikroaerofilní – jsou schopny žít v prostředí s nízkou koncentrací kyslíku, případně bez kyslíku;
- obligatorně (či obligátně) anaerobní – žijí pouze v prostředí bez kyslíku; při přechodu do aerobního prostředí umírají nebo inaktivují;
- (fakultativně) anaerobní – ke svému životu a množení nepotřebují kyslík.

## Půdní mikroorganismy
Mikroorganismy jsou např. stěžejní složkou edafonu (z hlediska hmotnosti i počtu). Tvoří tzv. mikroedafon (< 0,2 mm). Jsou to organismy autotrofní i heterotrofní:
- fotoautotrofní mikroorganismy (organismy, které získávají energii z fotonů světla a uhlík z oxidu uhličitého; řasy, sinice, fotoautotrofní bičíkovci); jednobuněčné fotoautotrofní organismy a rozsivky mohou při nedostatku slunečního záření přejít na heterotrofní způsob obživy;
  - chemoautotrofní mikroorganismy (bakterie; chemoautotrofie je způsob výživy, při němž bakterie získávají uhlík z oxidu uhličitého a energii oxidací anorganických látek);
- půdní heterotrofní mikroorganismy
  - houby (basidiomycety, kvasinky, plísně);
  - bakterie – bez spor (tyčinky i koky) i se sporami (anaerobní i aerobní) – včetně kmenu grampozitivních bakterií aktinomycet.)[2]

Mikroorganismy žijící v půdě se účastní většiny pochodů přeměny organické hmoty a při biologickém zvětrávání i přeměny složky minerální. Pochody probíhají uvnitř těla mikroorganismů nebo působením enzymů mimo jejich tělo.

## Využití
Studiem mikroorganismů se zabývá mikrobiologie dělící se na mnoho dílčích disciplín. Studiem využívání mikroorganismů se zabývá i biotechnologie.
Mikroorganismy se využívají v potravinářství a lihovarnictví, dále při kompostování, výrobě bioplynu, mechanicko-biologické úpravě odpadů i jinde.
Na Zemi převažují nekultivované, tedy nepopsané mikroorganismy. Doklady o tom, že dosud nekultivované mikroorganismy představují převládající organismy ve většině prostředí na Zemi podpořily vývoj metagenomiky.
Odhaduje se, že jen 1–2 % mikroorganismů lze kultivovat, o většině buď vůbec nevíme, nebo je neumíme kultivovat v laboratorních podmínkách. Předpokládá se také, že z mořské vody se zatím kultivovalo 0,001–1 % přítomných mikroorganismů, ze sladké vody 0,25 %, z půdy 0,3 % a zřejmě nejvíce (1–15 %) z aktivovaného kalu.